# Перевалочная база Дальстроя в бухте Находка
Перевалочная база Дальстроя в бухте Находка (позднее местное — Старый порт) располагалась у мыса Астафьева (ныне город Находка) и предназначалась для отправки грузов и пассажиров на Колыму. После взрыва парохода «Дальстрой» (1946) основная перевалочная база Дальстроя была перенесена в бухту Ванина.

## История
Для возведения перевалочной базы ГУСДС НКВД СССР 14 декабря 1939 года был организован ИТЛ «Строительство № 213», тогда же ИТЛ был объединён с лагерем Дальстроя. В 1940 году владивостокский порт-пункт Севвостлага вместе с транзиткой были переведены в Находку.
Строительные работы в довоенное время велись рабочими Дальстроя, прибывшими по оргнабору из западных и центральных районов страны. После переподчинения Дальстроя Народному Комиссариату внутренних дел основной рабочей силой на строительстве стали заключённые. До начала войны у мыса Астафьева был возведён глубоководный деревянный причал, способный принимать одно-два судна, на противоположном берегу был построен железобетонный Т-образный топливный пирс, связанный трубопроводами с нефтебазой (нефтебаза на мысе Шефнера была построена до начала войны). На северном берегу залива Америка шло строительство мелководного угольного причала, в том же районе находились основной и транзитный лагеря Управления лагерей особого назначения (УЛОН). До войны и во время войны через порт осуществлялось снабжение Крайнего Севера (во время войны бухта Находка была основным транзитным пунктом перевалки грузов Дальстроя), а позднее шли оборонные перевозки. Доставка грузов между портом и железнодорожной станцией осуществлялась автотранспортом по береговой грунтовой дороге. Преобладали генеральные грузы, в том числе промышленная взрывчатка. Среди пассажиров преобладали заключённые и освобождённые из лагерей.
По воспоминаниям старожила А. Н. Болонина, приехавшего в Находку в 1946 году, со станции Каменка «приезжающие пешком ходили до самого Старого порта — так называлось место в районе нынешней нефтебазы — и до мыса Астафьева». Старый порт функционировал как дальстроевский, был режимным объектом и хорошо охранялся.
В период навигации заключённых отправляли на Колыму на пароходах Дальстроя: «Дальстрой», «Джурма», «Феликс Дзержинский», «Советская Латвия». Постановлением от 17 февраля 1947 года Совет министров СССР обязал Министерство морского флота организовать регулярную пассажирскую линию Находка — Ванино — Нагаева для перевозки работников Дальстроя. Почти до конца 1948 года Находку и Магадан связывал лишь один пассажирский пароход без регулярного расписания. До осени 1948 года пассажиров перевозил только один пароход Дальстроя —  «Феликс Дзержинский».

### Взрыв парохода «Дальстрой» и складов со взрывчаткой
Вечером 25 июля 1946 года на причале порта возник пожар — горела взрывчатка, к утру пожар был ликвидирован. Утром 26 июля (или 24 июля) к причалу у мыса Астафьева встал под погрузку пароход «Дальстрой», в трюмах которого находилось около 3000 тонн аммонала (тринитротолуола). В полдень в трюмах судна загорелась взрывчатка. Взрыв парохода был слышен в Преображении. Небо заволокло дымом, наступила тьма, на землю пошёл дождь из капель мазута и металлических осколков. Когда дым рассеялся, от судна на поверхности осталась лишь часть оторванной кормовой оконечности. Якорь парохода весом около пяти тонн упал в районе острова Лисий. Частично разрушен барачный посёлок. Во время взрыва погибло 49 заключённых, 34 гражданских, 22 военнослужащих, 196 человек были ранены.
4 августа 1946 года в 8 км от портовых сооружений после пожара взорвались склады взрывчатки Дальстроя, располагавшиеся в подземных штольнях распадка у Сенного перевала. Жертв удалось избежать: население было оповещено о пожаре и возможном взрыве, и эвакуировано в убежища, подвалы и щели, вырытые на случай войны. После взрыва складов на Пади Ободной образовались глубокие воронки и целые котлованы, которые и теперь сохранились (Савина, 1995).

### Деятельность перевалочной базы после взрывов
Последствием взрыва парохода «Дальстрой» стало предписание Совета Министров СССР 17 февраля 1947 года о передаче Дальстрою порта Ванино, который с этого времени стал основной перевалочной базой для грузов Дальстроя на Дальнем Востоке. Однако через Находку на Северо-Восток продолжали поступать грузы и пассажиры.
В 1948 году перевалочная база Дальстроя в Находке включала 30 бараков, в которых в летние месяцы размещалось четырёх тысяч человек, часть отправлявшихся в Дальстрой жила под открытым небом. В ожидании отправки в Магадан в Находке обычно жили по 1,5—2 месяца. В течение года из транзитного городка в Находке было отправлено в Магадан 20,5 тысяч человек и принято из Магадана 12 148 человек.
К 1951 году Дальстрой включал некоторые объекты в портах Ванино и Находка. Под 1952 годом упоминаются документы о перевозке грузов Дальстроя через порт Находка и о нарушениях графика постановки арктических судов под погрузку в порту Находка. При этом, первая очередь Торгового порта — на северном берегу бухты — была закончена в 1956 году, а в 1968 году была достроена вторая очередь порта — на мысе Астафьева.